# HipHop
HipHop for PHP ist eine freie Software, die ursprünglich PHP-Skripte zu Zwecken der Leistungssteigerung in C++-Quellcode übersetzt, der dann – üblicherweise mittels g++ – in die jeweils nötige Maschinensprache übersetzt wird. Mittlerweile ist mit HHVM eine virtuelle Maschine für die Ausführung von der von Facebook entwickelten Programmiersprache Hack verfügbar.

## Geschichte
HipHop wurde ursprünglich bei Facebook unter Leitung von Haiping Zhou auf CentOS- und Fedora-Systemen entwickelt. Es folgt früheren ähnlichen Entwicklungen wie phc und Roadsend PHP Compiler (kompilieren zu C) oder Quercus und Project Zero (Java-Implementierungen von PHP) oder Phalanger (Compiler für .NET). Es war wohl schon über zwei Jahre in der Entwicklung, bevor die Veröffentlichung als freie Software unter der PHP-Lizenz für den 2. Februar 2010 angekündigt wurde.
Der Termin konnte aufgrund technischer Probleme nicht eingehalten werden, doch am 20. Februar landete dann der Quellcode wie versprochen im Git-Repository.
Die Software ist bei Facebook für die Abfertigung hunderter Millionen von Nutzern im Einsatz.
In den folgenden Monaten wurde an weiterer Beschleunigung von HipHop gearbeitet und Unterstützung für einen Teil der neuen Merkmale von PHP 5.3 umgesetzt. Weiterhin wurde von Hui Chen im Rahmen eines Google-Summer-of-Code-Stipendiums die Portierung auf 32-Bit-Plattformen umgesetzt.

## HPHPc
Der ursprüngliche HipHop-Compiler HipHop for PHP (HPHPc) wandelte PHP-Code in C++-Code um.
Durch die Kompilierung werden deutlich höhere Ausführungsgeschwindigkeiten beziehungsweise niedrigere Prozessorlasten erreicht als bei Interpretierung der PHP-Skripte zum Beispiel durch die Zend Engine, bei der die Befehle zumindest teilweise für jeden Gebrauch neu in die Maschinensprache übersetzt werden müssen.
Es wurde damit eine nativ ausführbare Programmdatei erzeugt, die auch den Webserver gleich mit enthält und somit selbst direkt auf HTTP-Anfragen antwortet und den Web-Server, beispielsweise Apache, unnötig machte.
Im Unterschied zu anderen Ansätzen zur Steigerung der Ausführungsgeschwindigkeit von PHP brachte HipHop eine deutliche, weitere Geschwindigkeitssteigerung bis Faktor 6 und verringerte Speicherbelegung – unter anderem, da damit parallele Server-Anfragen nicht in getrennten Prozessen mit entsprechend getrennten Speicherbereichen bearbeitet wurden. Dies kann bei Websites mit sehr hohen Besucherzahlen bedeutende Leistungssteigerungen oder Ressourcenersparnisse bewirken.
HipHop wird als freie Software mit Quellcode unter Version 3.01 der PHP-Lizenz verbreitet. Der Quelltext umfasst mehr als 300.000 Zeilen in C++ und C.
HPHPc unterstützt PHP ab Version 5.3, wobei auf einige seltener benutzte PHP-Merkmale wie die dynamischen Sprachmerkmale eval() und create_function() verzichtet wird.